# Susan Roshan
Susan Roshan (en persan : سوزان روشن), née le 23 septembre 1967 à Piranshahr en Iran, est une chanteuse américaine d'origine iranienne.

## Biographie
Susan a vécu quelques années à Piranshahr avant que sa famille émigre aux États-Unis quand elle avait encore 9 ans. Elle est entrée sur la scène de la musique iranienne avec son premier album  Khakestar (La Cendre) sorti en cassette audio. Son second album Doroogh Nagoo (Ne ment pas) lui a valu l'acclamation du public. Elle devient célèbre en lançant son troisième album  Bibi Eshgh (sorti en 1995). Cet album  est le meilleur vendeur de l'année avec des chansons comme Aria, Ghomarbaaz et Haghighat.
Sa vidéo de Haghighat réalisée par Alireza Amirghassemi a soulevé beaucoup de controverses. En 1996, sa vidéo de la chanson Naz à cause de son contenu pornographique n'obtient pas le permis de diffusion à la télévision.
En 1996, elle collabore avec un autre chanteur iranien, Siavash Shams ; le résultat est un succès. Son dernier album nommé Vasvaseh (La Tentation) est sorti en 2006.

## Discographie
Albums sortis par Taraneh Records
- 1980 : Khakestar
- 1992 : Doroogh Nagoo

Albums sortis par Caltex Records
- 1995 : Bibi Eshgh
- 1996 : Didar (avec Siavash Shams)
- 1998 : Shahzadeh Eshgh
- 2000 : Hamkelasi

Albums sortis par Pars Video
- 2006 : Vasvaseh